# Udma
Udma é uma vila no distrito de Kasaragod, no estado indiano de Kerala.

## Demografia
Segundo o censo de 2001, Udma tinha uma população de 8144 habitantes. Os indivíduos do sexo masculino constituem 46% da população e os do sexo feminino 54%. Udma tem uma taxa de literacia de 75%, superior à média nacional de 59,5%: a literacia no sexo masculino é de 80% e no sexo feminino é de 71%. Em Udma, 13% da população está abaixo dos 6 anos de idade.